# 卡爾霍恩縣 (愛阿華州)
卡爾霍恩縣（英語：Calhoun County）是美國愛阿華州中西部的一個縣。面積1,482平方公里。根據美國2000年人口普查估計，共有人口11,115人。縣治洛克威爾市 (Rockwell City)。
成立於1851年1月15日，1853年採用現名。縣名紀念曾任兩屆副總統的約翰·C·卡爾霍恩 (John Caldwell Calhoun)。